# Archibald Campbell, 9.º Conde de Argyll
Archibald Campbell, 9.º Conde de Argyll (Dalkeith, Lothian, 1629 — Edimburgo, 30 de junho de 1685) foi um nobre escocês da família de Argyll, do clã Campbell.

## Juventude
Filho primogênito de Archibald Campbell, 1.º Marquês de Argyll, estudou no exterior, e com a idade de treze anos foi nomeado capitão do regimento escocês servindo na França sob o comando de seu tio, o Conde de Irvine. Voltou para casa no final de 1649, e foi nomeado capitão do Life Guards de Carlos II por ocasião da chegada do rei na Escócia, em 1650. Declarou-se monarquista em oposição a seu pai, visando, como alguns disseram, assegurar os bens da família de todas as formas. Em sua juventude, tinha o título de cortesia de Lorde de Lorne.

## Década de 1650
Quando Carlos II foi convidado para visitar a Escócia em 1650, Lorne foi nomeado capitão do Life Guards de sua majestade, indicado pelo Parlamento escocês para atender à pessoa do rei. Carlos estava sob restrições impostas a ele pelo clero presbiteriano, mas Lorne trouxe os amigos que ele gostaria de ver. Lorne estava presente com seu regimento na Batalha de Dunbar em 3 de setembro de 1650. Após o Batalha de Worcester se juntou ao Conde de Glencairn, que possuía um exército nas Terras Altas, com setecentos homens e 200 cavalos, no inverno de 1653, e com ele preparou a invasão das Terras Baixas em Ruthven, com a comissão de tenente-general. Seu pai havia se submetido à autoridade de George Monck no ano anterior.
Entre os vários comandantes da força irregular de Glencairn, havia brigas constantes. Glencairn desconfiava e desprezava Lorne. Quando Lorne e Kenmure estavam no comando conjunto de uma força para reprimir os que protestavam contra Carlos II se tornar o rei da Escócia, em Kintyre, Kenmure achou que Lorne os tratou mais suavemente do que mereciam, e o deixou, a fim de levar suas queixas a Glencairn. Em março de 1653-1654 aconteceu uma briga, na qual Lorne quase foi morto pelo jovem Marquês de Montrose. Pouco depois Lorne teve uma última discussão com seu chefe, alegando que os homens do distrito pelo qual eles estavam marchando estavam sujeitos, como seus vassalos, à sua autoridade e a de nenhuma outra pessoa. Recusando-se a ceder, ou a aceitar as ordens de Glencairn, Lorne partiu com os seus homens. Na noite seguinte, juntamente com o coronel Meyner e seis cavaleiros, abandonou suas tropas e fugiram. A razão para isso, de acordo com Robert Baillie, foi que uma carta escrita por Lorne e endereçada ao rei cheia de denúncias de Glencairn foi interceptada, e Glencairn ordenou que ele fosse preso. A correspondência de John Thurloe dá uma versão mais desonrosa para Lorne: a de que a carta interceptada estava endereçada para o general das forças inglesas, informando-o sobre a disposição das tropas de Glencairn, e de qual o melhor plano para atacá-los.
Em maio de 1654 Oliver Cromwell publicou seu Cromwell's Act of Grace, e Lorne estava entre as numerosas exceções. Em 10 de junho, foi reportado que havia se reconciliado com seu pai, e que o ajudou a recrutar homens para os ingleses. Isto, porém, é certamente inverídico. Em setembro, conseguiu capturar um navio carregado com provisões para os homens de Argyll. Parece haver poucas dúvidas de que ele se juntou à expedição de John Middleton, 1º Conde de Middleton neste ano. Em novembro invadiu as terras de criação de gado de seu pai, e Argyll foi obrigado a pedir uma guarnição inglesa para protegê-lo da insolência de seu filho. No início de dezembro, porém, estava em tamanha dificuldade que teve de retirar-se para uma pequena ilha com apenas quatro ou cinco homens, e em 16 de dezembro George Monck informou Cromwell que Lorne foi ao encontro de seu pai, e, provavelmente, se renderia. Lorne, no entanto, informou Argyll que não podia capitular sem a concordância plena de Middleton. Era suspeito de ser um agente do rei e de fazer intrigas na Inglaterra, e em 30 de dezembro de 1654, Carlos II escreveu de Colônia, agradecendo-lhe por sua lealdade para com Middleton e por todas as suas dificuldades, reconhecendo seu bom serviço contra os rebeldes, e prometendo recompensas futuras.
Lorne e sua família eram tão detestados por Cromwell que até mesmo Lady Lorne foi em 18 de janeiro de 1654-5 expulsa de Argyll pelos ingleses, já que sua presença ali atraía a presença de rebeldes. Tem sido afirmado, de fato, que Lorne se recusou a fazer qualquer acordo com os usurpadores até receber as ordens do rei para capitular em 31 de dezembro de 1655. Isto, porém, é errôneo, e o erro surgiu de um erro na data. As instruções recebidas através de Middleton são datadas de 31 de março. Lorne é instado a não perder tempo em capitular ou de outra forma, achar um modo mais adequado e conveniente de salvar a sua pessoa, família e propriedade. Outra carta para o mesmo efeito escrita por Middleton chegou a ele em abril, datada de Paris, em que ele é igualmente elogiado. Ambas as cartas serviram de prova a seu favor no seu julgamento em 1681.
Lorne era neste momento cuidadosamente vigiado por Broghill, que subornou seus servos, e enviava a John Thurloe relatórios sobre seus movimentos. Em 20 de novembro ele pediu a prisão de Lorne, embora ele não tivesse feito nada para o justificar, a fim de que os inimigos mais perigosos naquele momento pudessem se sentir seguros e sem ser observados. Em 25 de novembro, é relatado que o rei  tinha grande confiança nele, e em 1 de janeiro 1655-6 é descrito que ele declarou novamente sua lealdade a Carlos Stuart, e que tomou a ilha e a guarnição de Mull. No início de 1656-7 um novo juramento foi agora imposto à nobreza escocesa, em que eles eram obrigados a jurar sua renúncia aos Stuarts, e sua adesão ao Protectorado. Após a sua recusa Lorne foi imediatamente preso. A data de sua libertação não é conhecida, provavelmente foi em março de 1659-60, quando Lauderdale e os outros prisioneiros da Batalha de Worcester (1651) foram libertados.

## Conde de Argyll

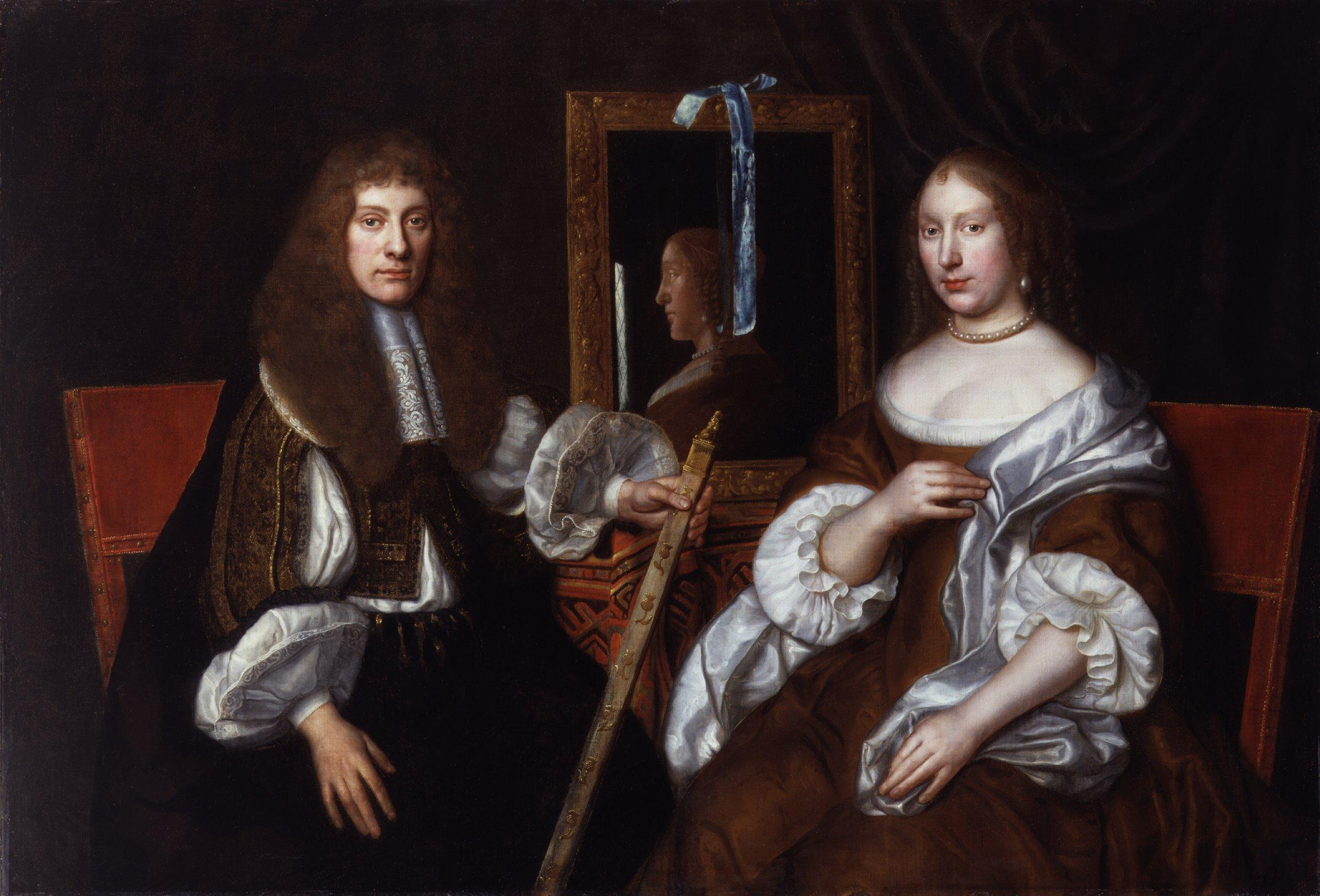
Archibald Campbell, 9.º Conde de Argyll, com sua segunda esposa Anna

Lorne então foi bem recebido na corte de Carlos II. Após a execução de seu pai por traição, ele se esforçou para obter a restituição de suas propriedades confiscadas e o título, mas tendo imprudentemente atacado alguns membros do governo em cartas que foram tornadas públicas, foi indiciado em Edimburgo, sob a acusação capital de “leasing-making” e foi condenado à morte no dia 26 de agosto. Lorne permaneceu prisioneiro no Castelo de Edimburgo até 4 de junho de 1663, quando a sentença foi cancelada e ele foi recriado 9º Conde de Argyll e restituído suas propriedades.
Ele desaprovou as severidades praticadas contra os covenanters no oeste, e em 1671 suplicou por métodos mais suaves.

## Declínio
Sua firme dedicação ao protestantismo o tornou extremamente desagradável perante Jaime, Duque de York, que em 1680 chegou como alto comissário na Escócia e logo expressou seu ciúme pela imensa influência territorial do Conde de Argyll.
Em 12 de abril de 1679, em consequência das alegações do complô papista na Inglaterra, Argyll recebeu uma missão especial para proteger as Terras Altas, desarmar todos os católicos, e reprimir os várias chefes locais suspeitos de papismo. A fim de cumprir sua tarefa, forneceu armas para os xerifes de Dumbarton e Bute, mas sua missão foi logo cancelada. Foi ordenado que seguisse com todas as suas tropas para o acampamento em Linlithgow; as suspeitas sobre suas reais intenções o deixaram afastado das operações contra os insurgentes.
Em 1680, Jaime, Duque de York chegou como alto comissário na Escócia, e um parlamento foi convocado em 1681, com Argyll trazendo a coroa na abertura da sessão em 13 de agosto. Jaime afirmou que o rei pensou que ele fosse o súdito mais poderoso, que seus dotes hereditários praticamente o faziam dele o verdadeiro rei de uma grande parte do oeste da Escócia. Argyll, achando-se constrangido, assegurou a Jaime que ele iria aderir firmemente aos seus interesses, e assinou uma carta do conselho destinada a Carlos II, na qual o Direito divino dos reis estava assegurado. Jaime fez uma visita solene cerimonial a Argyll, em Stirling, neste mesmo mês; mas Argyll permaneceu sendo um protestante convicto. Perdeu sua posição no conselho, em razão de manobras e prevaricações na tomada de juramento. A hostilidade de Jaime e de outros fizeram com que o assunto se tornasse um processo judicial.
Como consequência Argyll foi levado para julgamento, em 12 de dezembro de 1681, perante Queensberry e quatro outros juízes. Após defesa de George Lockhart a sessão do tribunal foi suspensa; o julgamento continuou no dia seguinte perante um júri composto principalmente de inimigos de Argyll; Montrose, seu inimigo hereditário, sentou-se no tribunal como chanceler. Argyll recusou-se a se defender. O júri o absolveu de perjúrio ao receber o juramento de aceitação falsa, e concordou com os juízes sobre as outras acusações. A sentença foi dada por Carlos II, por instruções do conselho, e pela justiça por Argyll. Carlos ordenou que a sentença deveria ser pronunciada, mas a execução suspensa. Em 22 de dezembro a carta do rei chegou ao conselho; e, questionavelmente, a sentença de morte, bem como o confisco foi pronunciado na ausência de Argyll no dia 23. Seus bens foram confiscados, e suas jurisdições hereditárias atribuídas ao Marquês de Atholl.

## Fuga e exílio

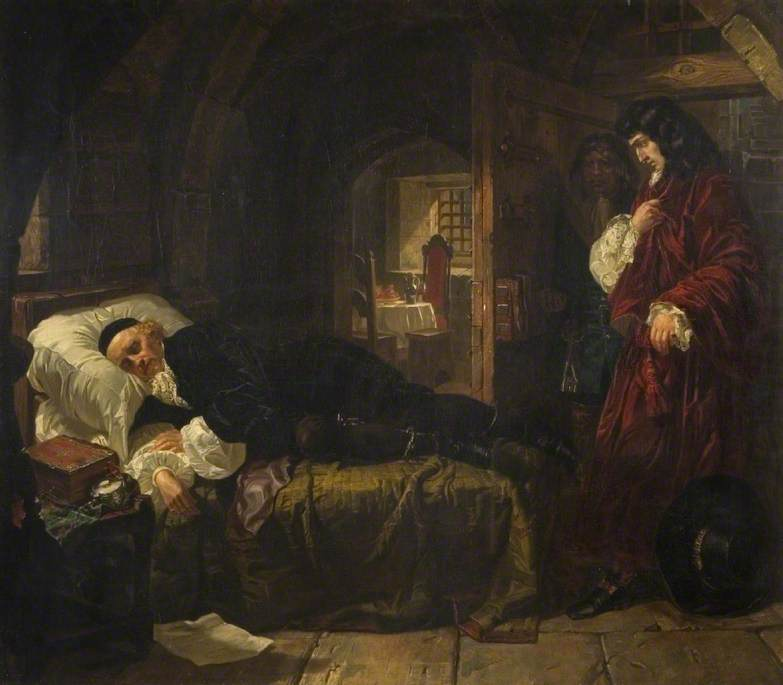
O último sono de Argyll, pintura de história vitoriana por Edward Matthew Ward.

No final de 1681 Argyll foi colocado no Castelo de Edimburgo, sob a expectativa da morte iminente. Em 20 de dezembro, porém, sua enteada Sophia Lindsay obteve a licença para visitá-lo; ela trouxe com ela um compatriota como pajem, ele desfez o penteado de sua peruca para dar a impressão de que tivesse sido agredido e trocou de roupa com Argyll. Ela deixou o castelo em lágrimas, acompanhada por Argyll e partiram em uma carruagem. Ao chegar à alfândega, ele deslizou silenciosamente para fora da carruagem, em fugiu por uma das estreitas ruas adjacentes. Foi para a casa de George Pringle de Torwoodlee, que tinha organizado sua fuga, e por ele foi conduzido até William Veitch, em Northumberland, que por sua vez, trouxe-o sob o nome de Hope para Londres.
Após algumas aventuras retirou-se para a Holanda. Seus movimentos subsequentes são incertos, mas parece ter novamente visitado Londres, e se correspondeu com os conspiradores de Rye House e se propôs a liderar uma rebelião na Escócia, em 1683. Em 1685 participou da conspiração na Holanda para colocar James Scott, Duque de Monmouth no trono, em vez de Jaime II, chegando nas Órcades, em 6 de maio e fazendo o seu caminho para o seu próprio país. Mas seus membros do clã se recusaram a se juntar a ele, e as poucas chances de sucesso que restaram foram destruídas por constantes disputas. Seus navios e munições foram capturados, e depois de algumas andanças sem rumo, viu-se abandonado, com apenas um companheiro, o major Fullerton.

## Morte
No dia 18 de junho, foi preso em Inchinnan e chegou em Edimburgo no dia 20, onde desfilou pelas ruas e colocado na prisão do castelo. Jaime ordenou a sua execução sumária para o dia 29, que foi realizada por decapitação, no dia seguinte, baseada na antiga acusação de 1681. Sua cabeça foi exposta no lado oeste do Tollbooth, onde as cabeças de seu pai e Montrose também tinham sido exibidas. Seu corpo foi sepultado em Inveraray.

## Família
Em 13 de maio de 1650 se casou com Mary Stuart, filha de James Stuart, 4º Conde de Moray, com quem teve sete filhos: Archibald (que o sucedeu como 10º Conde de Argyll), Charles, James, John, Mary, Anne e Jean.
Casou novamente, em 1670, a viúva Anna, Condessa Lindsay de Balcarres. Ela sobreviveu a seu marido, sendo poupada de execução, e morreu de velhice em 1707.

## Leituras adicionais
Primária
- Dalrymple, John, Memoirs of Great Britain and Ireland, 1771.
- Erskine, John, Journal, 1893.
- Fountainhall, John, Chronological Notes of Scottish Affairs, 1822.
- Hume, Sir Patrick, Narrative of the Earl of Argyle's Expedition, em Marchmont Papers, vol. III, 1831.
- A Letter Giving a Short and True Account of the Earl of Argyls Invasion in the year 1685, 1686.

Secundária
- Fox, C. J. A History of the Early Part of the Reign of James the Second, 1807.
- Hopkins, P. Glencoe and the End of the Highland War, 1986.
- Macaulay, T. B., History of England from the Accession of James II, 1985 reedição.
- McKerral, A., Kintyre in the Seventeenth Century, 1948.
- Paterson, R. C., The Forgotten Rebellion, em BBC History Magazine, junho de 2003.
- Wilcock, J., A Scots Earl in Covenanting Times, 1907.